# Секса много не бывает
«Секса много не бывает» (фр. Un heureux événement, в переводе — «Счастливое событие») — комедийный фильм 2011 года режиссёра Реми Безансона по одноимённому роману Элиетт Абекассис.

## Сюжет
Познакомившись в видеомагазине, умная и амбициозная аспирантка-философ Барбара и обаятельный продавец Николас влюбляются друг в друга, и чувства перерастают в страстный роман. Они начинают встречаться, а потом женятся, воспринимая всё с энтузиазмом. Однако в семье, построенной на совершенной любви, начинаются проблемы из-за рождения ребёнка: Барбара не совсем готова к роли матери, постоянно конфликтуя со своей семьёй, а Николас — к роли отца, отрешившись от бытовых забот и пропадая на работе. Рождение ребёнка не принесло радости и, кроме того, поставило под угрозу само существование отношений между супругами. Барбара столкнулась с беспомощным маленьким существом, нуждающимся во всём, начиная с её любви, и, несмотря на поддержку тех, кто вокруг неё, в том числе и верного мужа Николаса, она пытается найти контакт с изменившейся жизнью и своим ребёнком.

## В ролях
| Актёр             | Роль        |
| ----------------- | ----------- |
| Луиза Бургуэн     | Барбара     |
| Пио Мармай        | Николас     |
| Жозиан Баласко    | Клэр        |
| Тьерри Фремон     | Тони        |
| Габриэль Лазур    | Эдит        |
| Фермин Ришар      | акушерка    |
| Дафна Бюрки       | Катя        |
| Ланник Готри      | Камилл Роуз |
| Николь Вальберг   | гинеколог   |
| Луи-До де Ланксен | М. Трюффо   |
| Анаис Кроз        | Дафна       |

## Критика
Идея о том, что я должна испытать материнство, пришла ко мне от моей матери, сказавшей, что это было замечательным, волшебным, священным. При чтении книги Элиетт Абекассис, по которой и был снят фильм, я увидела что-то гораздо менее идиллическое. После встреч с несколькими матерями я подтвердила своё впечатление о том, что ребенок может свести пару в могилу, ставя много вещей для женщины под вопрос: отношении к своему телу, частичное или полное отсутствие материнского инстинкта. Но я также видела женщин, которые были удовлетворены своей ролью матери на полный рабочий день.
Актриса Луиза Бургуэн
Питер Дебрудж из «Variety» сказал, что «уникальные детали, отличают этот фильм от других историй подобного рода. Этот дух заложен в начале, в сцене, где Николас обнимает Барбару, чтобы посмотреть „Стар Трек“, с чувством, как будто открывающим повествование — „смело идти туда, где ни одного человека не ступала нога“ — говорящего, непосредственно с ними. Конечно, многие мужчины были на этом пути, и всё же „Событию“ удается изложить всё это свежим взглядом». Джордан Минтцер из «The Hollywood Reporter» отметил, что «несмотря на разные коряги, „Радостное событие“, безусловно, имеет свои прелести, многие из которых благодаря энергичному исполнению Бургуэн, со своей рвотой, стонами, бьющей экзистенциальной философией, вдобавок к ношению протеза живота. Учитывая то, что история рассказана почти полностью через роль Барбары, Мармай удается показать некоторые комические эпизоды своего характера, исчезающего в последних кадрах». Джонатан Доусон из «Australian Broadcasting Corporation» заметил, что «„Счастливое событие“ это, однако, остроумное и очень изобретательное, стилизованное кино при поддержке привлекательных актёров (в том числе не менее шести детей и возможно двух аниматронных — кто может сказать), в котором много иронического повествования, но оно никогда не выглядит правдоподобным в изображении разгадки молодой пары после рождения их первого ребёнка».